# Burcei
Burcei (en sard, Burcei) és un municipi italià, dins de la província de Sardenya del Sud. L'any 2007 tenia 2.919 habitants. Es troba a la regió de Campidano di Cagliari. Limita amb els municipis de San Vito, Sinnai i Villasalto.

## Administració
| Període | Identitat      | Partit        |
| ------- | -------------- | ------------- |
| 2005-   | Giuseppe Caria | Llista cívica |